# Alejandro Fombellida Rico
Alejandro Fombellida Rico, (Valladolid, 27 de març de 1915 - Buenos Aires, 9 de febrer de 1958) va ser un ciclista espanyol que fou professional entre 1934 i 1951. Combinà el ciclisme en pista amb la carretera. En pista destaquen dos campionats nacionals de velocitat, mentre en carretera destaquen cinc victòries d'etapa a la Volta a Espanya, tres el 1946 i dues el 1947.

## Palmarès en ruta
- 1934
  - 1r a Sant Sebastià
- 1935
  - 1r a Sant Sebastià
- 1936
  - 1r a Sant Sebastià
- 1946
  - Vencedor de 3 etapes de la Volta a Espanya
- 1947
  - Vencedor de 2 etapes de la Volta a Espanya

### Resultats a la Volta a Espanya
- 1945. 9è de la classificació general
- 1946. 6è de la classificació general i vencedor de 3 etapes
- 1947. 23è de la classificació general i vencedor de 2 etapes

## Palmarès en pista
- 1944
  -  Campió d'Espanya de Velocitat
- 1946
  -  Campió d'Espanya de Velocitat
- 1949
  - 1r als Sis dies de Buenos Aires (amb Raoul Martin)